# Dichocarpum numajirianum
Dichocarpum numajirianum är en ranunkelväxtart som först beskrevs av Tomitaro Makino, och fick sitt nu gällande namn av Wen Tsai Wang och Hsiao. Dichocarpum numajirianum ingår i släktet Dichocarpum och familjen ranunkelväxter. Inga underarter finns listade i Catalogue of Life.